# Lyssomanes elegans
Lyssomanes elegans là một loài nhện trong họ Salticidae.
Loài này thuộc chi Lyssomanes. Lyssomanes elegans được Frederick Octavius Pickard-Cambridge miêu tả năm 1900.